# Åke Ohlmarks
Åke Joel Ohlmarks (3 de junho de 1911 – 6 de junho de 1984) foi um autor, tradutor e estudioso sueco de filologia, linguística e estudos religiosos, tendo sido influenciado por René Guénon e pela Escola Tradicionalista. Trabalhou como professor na Universidade de Greifswald de 1941 a 1945. Foi responsável pela tradução para o sueco da obra O Senhor dos Anéis, que foi fortemente criticada por J.R.R. Tolkien. Em resposta, escreveu um livro intitulado Tolkien e a Magia Negra, acusando o autor de fazer referências simpáticas ao neonazismo e ao gnosticismo em sua obra.

## Vida pessoal
Em seu segundo casamento, em 1954, ele se casou com Letty Steenstrup (nascida em 1919), filha de Erling Steenstrup e Ruth Strandnaes. Em seu terceiro casamento, em 1969, ele se casou com a assistente editorial Monica Suter (nascida em 1940), filha de Adolf Suter von Schwyz e sua esposa. Ohlmarks morreu em 1984 em Crist di Niardo, Brescia, Itália.